# Arbri i rii
Arbri i rii, månatligen utgiven tidskrift på albanska och italienska av Françesko Stasi Peta och Zef Skiroi. Tidskriften publicerade skrifter av arberesjiska författare. Den utkom endast i tre nummer (1887).